# مسجد علی‌قلی‌آقا
علی‌قُلی‌آقا یکی از خواجه‌سرایان نیکوکار زمان شاه سلطان حسین صفوی بود که در زمان حیاتش، مسجد و حمام و بازار و سرا و چهار سوق زیبایی به نام خود و در محله بید آباد اصفهان ساخت. او برادر خسروآقا بود که حمام خسروآقا نیز مشهور است.
از جلوی مسجد علیقلی آقا مادی فدن یا فدا عبور می‌کند و سردر مسجد به سمت مغرب است. مسجد، صحن نسبتاً کوچک و زیبایی دارد و شبستان آن با کاشی‌هایی از نوع گره کاری تزئین شده‌است. کتیبه سردر به خط ثلث قهوه‌ای رنگ به خط علی نقی امامی و تاریخ ۱۱۲۲ هجری قمری است.
در این کتیبه به نام شاه سلطان حسین و علیقلی آقا اشاره شده‌است. شبستان زیبا و نفیس مسجد در شرق حیاط قرار دارد و بر کتیبه آن با خط نستعلیق سفید بر زمینه کاشی لاجوردی اشعاری نوشته شده‌است. مفاد این اشعار حاکی از این است که شبستان در سال ۱۲۹۷ هجری قمری زمان سلطنت ناصرالدین شاه قاجار به مسجد افزوده شده‌است. خطاط این کتیبه عبدالجواد و استاد کاشیکار آن محمد اسماعیل است.
در جنوب ایوان محراب زیبایی است که ازاره آن سنگ مرمر و دیوارهای بالا با کاشیکاری معرق تزئین شده‌است.
این مسجد به لحاظ وجود خطوط زیبای ثلث و نستعلیق مربوط به عصر صفوی و قاجار و کاشیکاری نفیس یکی از بناهای ارزشمند اصفهان به‌شمار می‌رود.
در مقابل مسجد، حمام علی‌قُلی‌آقا واقع شده که بخشی از آن دست‌خوش تغییراتی در بنا و معماری گردید و مقداری از کاشی‌های نفیس آن به کاخ چهلستون انتقال یافته‌است و در سال‌های اخیر توسط شهرداری اصفهان مرمت و بازسازی گردید.